# Towarzystwo Wychowania Fizycznego „Junak”

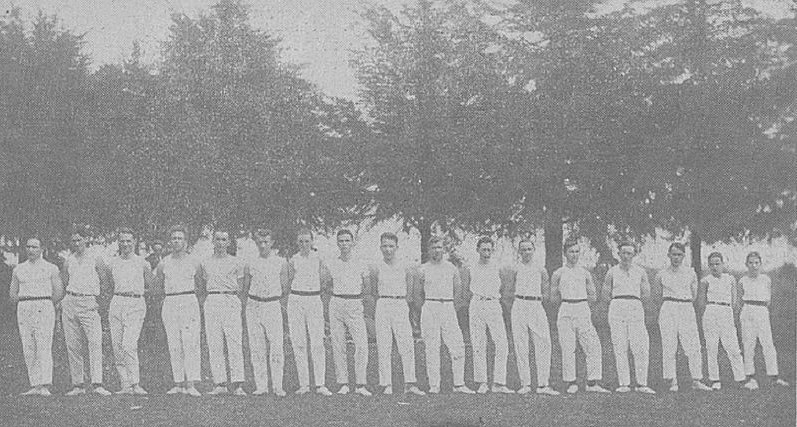
Członkowie Polskiego Towarzystwa „Junak” w Kurytybie (1927)

Towarzystwo Wychowania Fizycznego „Junak” (w port. Sociedade de Educação Física „Junak”) – polonijna organizacja wychowania fizycznego i sportu działająca w Brazylii w latach 1923–1938. 

## Historia
Pierwsze próby tworzenia polskich organizacji strzeleckich w Brazylii na wzór powstałych w Galicji Związku Strzeleckiego i Towarzystwa Sportowego „Strzelec” podjęto jeszcze w czasie I wojny światowej. Rozwój „Strzelca” nastąpił jednak dopiero po przybyciu do Parany na początku lat 1920. Mieczysława Bohdana Lepeckiego. Przystąpił on do tworzenia oddziałów strzeleckich. Pierwszy powstał w kwietniu 1922 r. w Kurytybie. 
Celem Towarzystwa Gimnastycznego „Strzelec” był rozwój wychowania fizycznego i rozbudzanie ducha patriotycznego polskiej młodzieży. Ruch młodzieżowy w obrębie kolonii polskich wzbudził pewien niepokój wśród miejscowego społeczeństwa i lokalnej prasy. Postanowiono więc zrezygnować z nazwy „Strzelec”, a Komendę Główną Polskiego Towarzystwa Sportowego w Brazylii przemianować na Towarzystwo Wychowania Fizycznego „Junak”. Celem powstałego w ten sposób, 6 lutego 1923 r., Towarzystwa Wychowania Fizycznego „Junak” było krzewienie wychowania fizycznego, sportu, popieranie teatru, chóru, walka z analfabetyzmem wśród młodzieży. Drużyny sportowe powstawały głównie w południowych stanach Brazylii. W latach 1935–1937 drużyna piłkarska Junaka z Kurytyby brała udział w zawodowych mistrzostwach stanu Parana. Na prezesa honorowego „Junaka” wybrano Józefa Piłsudskiego.
Sytuacja polskich organizacji pogorszyła się w drugiej połowie lat trzydziestych,  wskutek ustawodawstwa prezydenta Getulio Vargasa wymierzonego w emigrantów. Władze krajowe przeprowadziły kampanię nacjonalizacyjną we wszystkich towarzystwach cudzoziemskich, w których zebrania i protokoły prowadzono w obcym języku. Ostatni protokół „Junaka” pochodzi z marca 1938 r. Komisja Nacjonalizacyjna, powołana przez władze brazylijskie, zmieniwszy nazwę Towarzystwa Wychowania Fizycznego „Junak” na Sociedade de Educação Física „Juventus”, mianowała nowy zarząd. Wskutek represji wielu instruktorów junackich trafiło do więzienia. W 1959 r. Sociedade de Educação Física „Juventus” połączyło się z Sociedade Beneficiente e Recreativa „União” (do 1938 pod nazwą Związek Polski) i powstało Sociedade „União Juventus”.